# Simaetha laminata
Simaetha laminata là một loài nhện trong họ Salticidae.
Loài này thuộc chi Simaetha. Simaetha laminata được Ferdinand Karsch miêu tả năm 1891.